# Hubbsia
Hubbsia — рід лишайників родини Roccellaceae. Назва вперше опублікована 1965 року.